# قسم فورغ الريفي (مقاطعة داراب)
قسم فورغ الريفي (بالفارسية: دهستان فورگ) هي منطقة سكنية تقع في إيران في ناحية فورغ. يقدر عدد سكانها بـ 10,381 نسمة .